# Bobby Militello

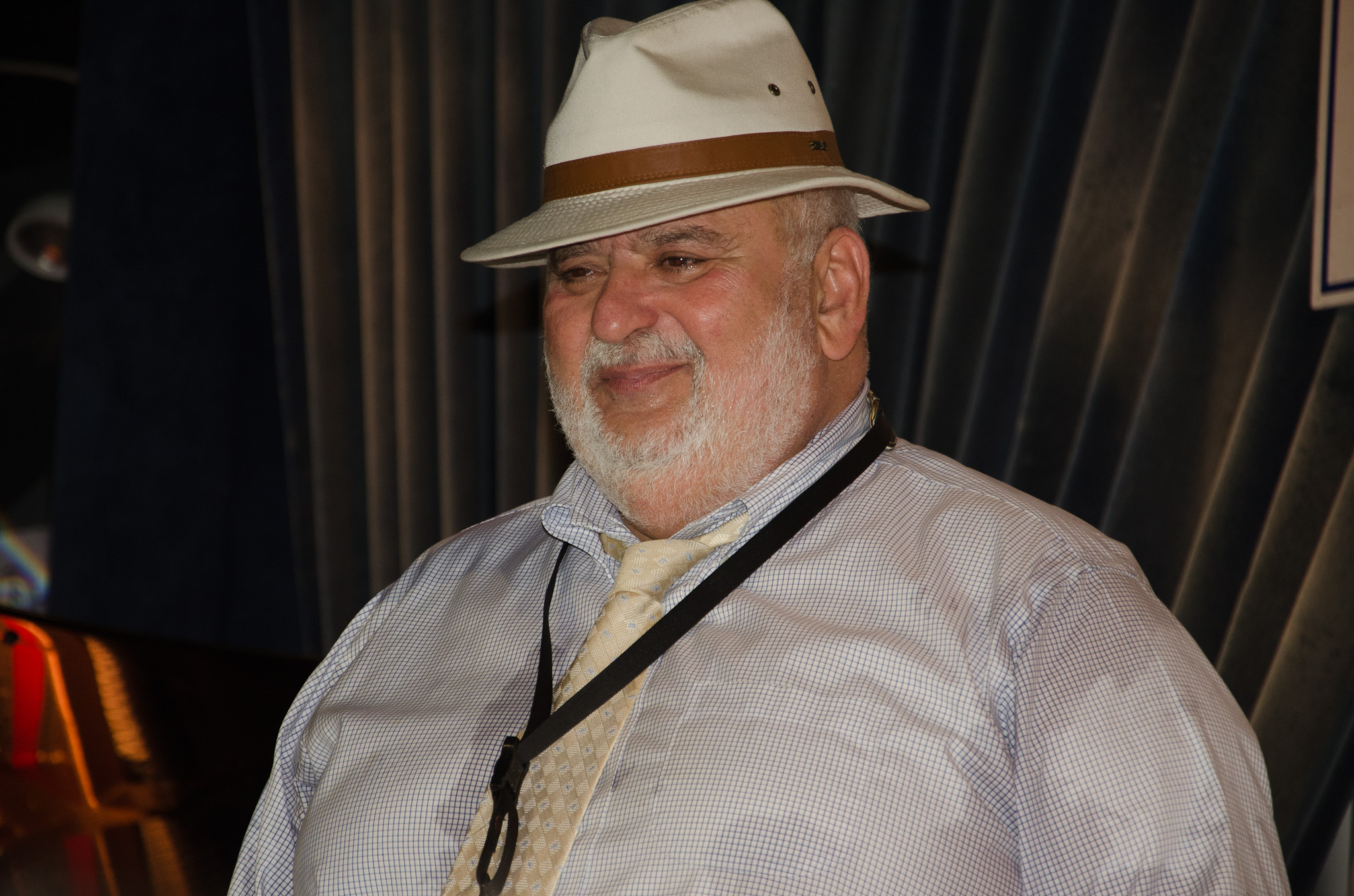
Bobby Militello, 2011

Robert Philip „Bobby“ Militello  (* 25. März 1950 in Buffalo, New York) ist ein US-amerikanischer Jazz-Musiker (Altsaxophon, Tenorsaxophon, Klarinette und Flöte).

## Karriere
Bobby Militello lernte – beeinflusst von dem Film The Benny Goodman Story – zunächst Altsaxophon und Klarinette, spielte mit lokalen Bands in seiner Heimatstadt Buffalo und ging von 1975 bis 1979 mit Maynard Fergusons Big Band auf Tournee. 1980 spielte er in Jazzclubs in Florida; anschließend arbeitete er als freischaffender Musiker, zunächst von 1981 bis 1984 in Buffalo; dann war er bis 1992 in Los Angeles tätig und spielte dort in den Orchestern von Don Menza, Bill Holman und Bob Florence. Militello nahm in dieser Zeit auch mit Ferguson und Charlie Shoemake auf; ab 1983 spielte er immer wieder in den Bands von Dave Brubeck und wirkte an vielen Brubeck-Platteneinspielungen mit. Daneben arbeitete er mit eigenen Formationen und nahm einige Alben unter eigenem Namen auf; er ist ansonsten vor allem in der Musikszene in Buffalo aktiv. Der Kritiker Scott Yanow bezeichnet in Allmusic Bobby Militello als ausgezeichneten, aber unterbewerteten Holzbläser.

## Diskografische Hinweise
Alben unter eigenem Namen
- Bobby M Blow  (Motown, 1983)
- Heart & Soul (Positive Music, 1993)
- Easy to Love (Positive Music, 1994)

Alben mit Dave Brubeck
- So Whats New (Telarc, 1997)
- 40th Anniversary Tour of the UK (Telarc, 1998)
- The Crossing (Telarc, 2001)
- Park Avenue South (Telarc, 2002)
- 80th Birthday Concert: Live With the LSO (Telarc, 2002)
- London Flat, London Sharp (Telarc, 2004)